# Lamarque (ort i Argentina)
Lamarque är en ort i Argentina.   Den ligger i provinsen Río Negro, i den södra delen av landet, 800 km sydväst om huvudstaden Buenos Aires. Lamarque ligger 128 meter över havet och antalet invånare är 7 819.
Terrängen runt Lamarque är mycket platt, och sluttar österut. Närmaste större samhälle är Choele Choel, 17,4 km norr om Lamarque.
Trakten runt Lamarque består till största delen av jordbruksmark. Trakten runt Lamarque är nära nog obefolkad, med mindre än två invånare per kvadratkilometer.